# جومین سنگاره
جومین سنگاره (انگلیسی: Djoumin Sangaré؛ زادهٔ ۱۶ دسامبر ۱۹۸۳) بازیکن فوتبال اهل فرانسه است.
از باشگاه‌هایی که در آن بازی کرده‌است می‌توان به باشگاه فوتبال یورک سیتی، باشگاه فوتبال سالزبری سیتی، باشگاه فوتبال آکسفورد یونایتد، باشگاه فوتبال ردبریج، باشگاه فوتبال چلمزفورد سیتی، باشگاه فوتبال کترینگ تاون، باشگاه فوتبال استافورد رانجرز، باشگاه فوتبال لوس، باشگاه فوتبال گرایس اتلتیک و باشگاه فوتبال سنت آلبنز سیتی اشاره کرد.